# Lasiodora citharacantha
Lasiodora citharacantha é uma espécie de aranha pertencente à família Theraphosidae (tarântulas).